# Sanhe
Sanhe (三河市S, Sānhé ShìP) è una città-contea della Cina, situata nella provincia di Hebei e amministrata dalla prefettura di Langfang.